# Нижня мантія Землі

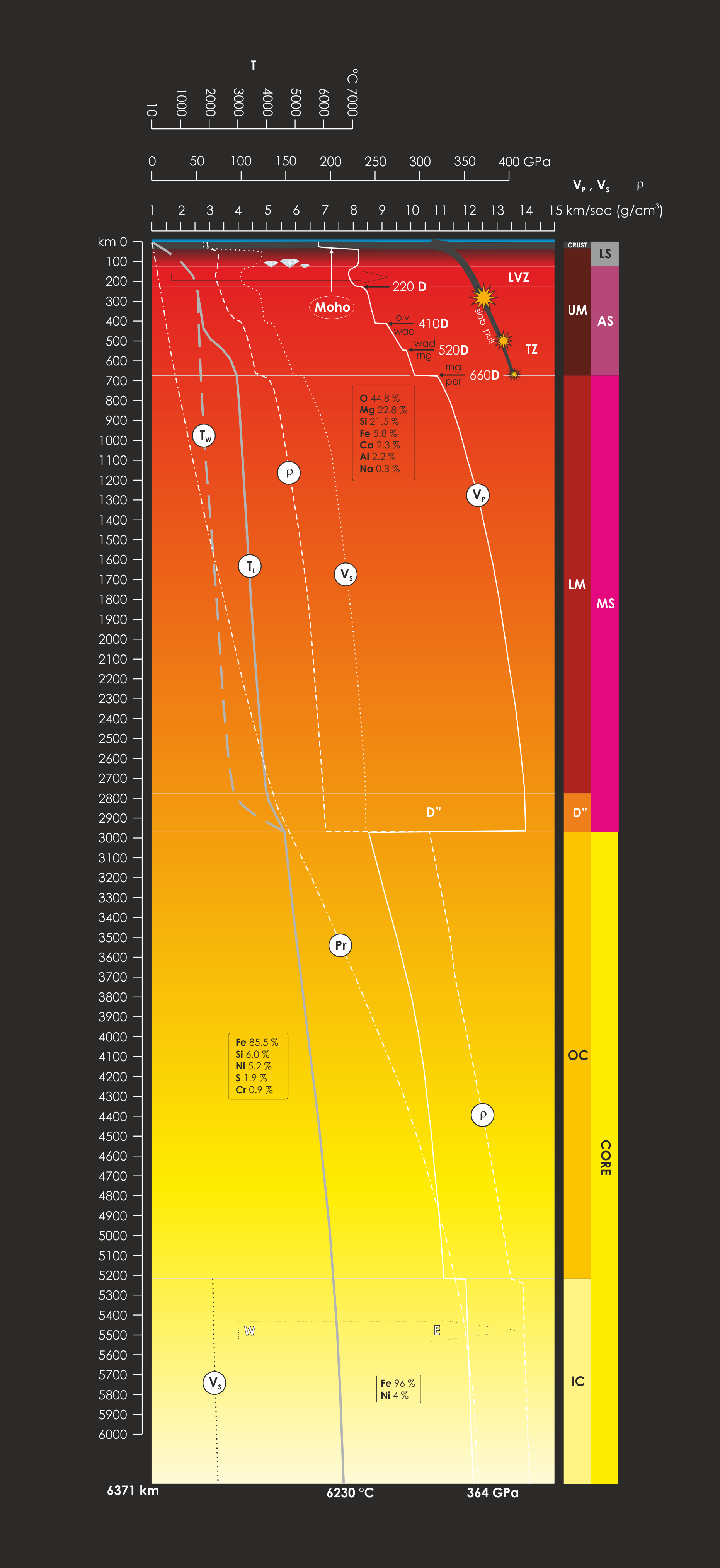
Діаграма глибинної будови Землі за геофізичними даними (швидкості поздовжніх та поперечних сейсмічних хвиль, розрахункова густина речовини, температура та тиск). Нижня мантія позначена буквами LM

Ни́жня ма́нтія Землі́  (рос. нижняя мантия Земли, англ. lower mantle of the Earth; нім. unterer Erdmantel m) — частина мантії, розташована на глибині від 800–900 км до 2900 км, між верхньою мантією Землі і ядром Землі.
Складена перовськітоподібною фазою (Mg, Fe) SiO3 (бріджманіт), на частку якої припадає близько 70% її об"єму, та магнезіовюститом (Mg, Fe) O — близько 20%, решту 10% складають стишовіт і оксидні фази, що містять Ca, Mg, K, Al, Fe.
На цих глибинах під дією великого тиску відбувається перекристалізація породотвірних мінералів у інші, щільніші. Так, експериментально показано, що при тиску, який відповідає 1000 км, структура піроксену стає ільменітовою, а шпінель та інші мінерали набувають нової, щільнішої структури. Густина речовини нижньої мантії Землі згідно з розрахунками становить 5,5-5,8 г/см3.